# Wilhelm von Braun (Politiker)
Wilhelm von Braun (* 1. Oktober 1790 in Thal (Ruhla); † 6. Februar 1872 in Gotha) war ein anhaltischer Minister.

## Leben
Als Sohn des Försters von Ütteroda geboren, absolvierte Wilhelm von Braun das Gymnasium in Gotha. Anschließend studierte er in Jena und Göttingen Buchführung.
Von Herzog August von Sachsen-Gotha finanziell unterstützt, begab er sich auf eine größere Reise durch Österreich, die Schweiz und Italien. Mit diesen Erfahrungen, besonders in der Geognosie, kehrte er nach Gotha zurück und wurde Kammer-Assessor. Am 24. Mai 1818 heiratet er.
Deshalb übernahm er im Herbst 1830 das Präsidium der Kammer zu Anhalt-Bernburg. Das Berg- und Hüttenwesen, das Forstwesen und die Landwirtschaft wurden im Bernburger Land völlig neu geordnet. Aufgrund seiner Verdienste wurde er Ehrenbürger von Bernburg und geadelt. Im Jahr 1848 trat er als Staatsminister in das neugebildete Ministerium, wo er aber kein Jahr verblieb. Danach ging er in den Ruhestand und widmete sich der Wissenschaft. Er galt als großer Freund und Förderer der Geologie und Mineralogie.
Das Manganerz Braunit, ein Vertreter der Braunsteine, wurde nach ihm benannt.
Wilhelm von Braun galt als enger Vertrauter von Ernst Wilhelm Arnoldi und gehörte zu den sieben Weisen der Gothaer Versicherungsgeschichte.